# 芒特普拉斯基 (伊利諾伊州)
芒特普拉斯基（英語：Mount Pulaski）是一個位於美國伊利諾伊州洛根縣的城市。

## 地理
芒特普拉斯基的座標為40°00′36″N 89°17′04″W / 40.01000°N 89.28444°W，而該地的平均海拔高度為199米（即653英尺）。

## 人口
根據2010年美國人口普查的數據，芒特普拉斯基的面積為2.93平方千米，均為陸地。當地共有人口1566人，而人口密度為每平方千米534.47人。